# درازين موزينيتش
درازين موزينيتش ، من مواليد 25 يناير 1953 ، لاعب كرة قدم يوغسلافي سابق.
لعب مع منتخب يوغسلافيا لكرة القدم.

## وصلات خارجية
- درازين موزينيتش على موقع الاتحاد الدولي (مؤرشف)  (الإنجليزية)
- درازين موزينيتش على موقع قاعدة بيانات كرة القدم.إي يو (الإنجليزية)
- درازين موزينيتش على موقع ناشيونال فوتبول تيمز (الإنجليزية)
- درازين موزينيتش على موقع Soccerway.com (الإنجليزية)
- درازين موزينيتش على موقع عالم كرة القدم.نت (الإنجليزية)